# Governor Islands
Le Governor Islands sono due isole situate all'ingresso della Napier Broome Bay, lungo la costa nord dell'Australia Occidentale, nelle acque dell'oceano Indiano. Appartengono alla Local government area della Contea di Wyndham-East Kimberley, nella regione di Kimberley.
Le isole si trovano a sud-est delle Sir Graham Moore Islands e a nord del centro abitato di Kalumburu.
- East Governor Island, ha una superficie di 43 km²[1]
- West Governor Island, ha una superficie di 320 km²[1]